# Колісниця з Монтелеоне

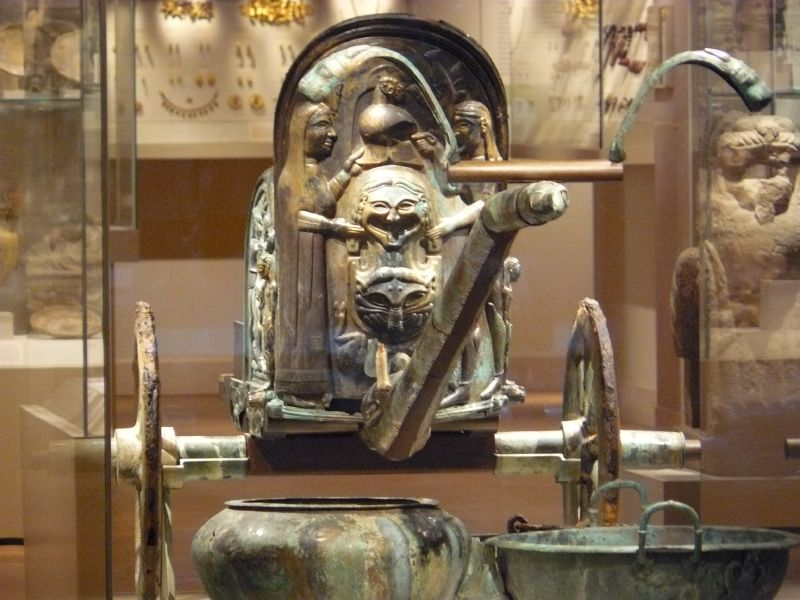
Колісниця з Монтелеоне, знайдена в Перуджі, датована 530 роком до нашої ери.

40°46′46″ пн. ш. 73°57′47″ зх. д. / 40.77945° пн. ш. 73.96311° зх. д.
Колісниця з Монтелеоне — етруська колісниця, датована бл. 530 р. до н. е., вважається однією з найбільших світових археологічних знахідок. Її знайдено в Монтелеоне-ді-Сполето, і зараз виставляється в колекції Метрополітен-музею в Нью-Йорку.
З 300 бережних стародавніх колісниць, лише шість достатньо повних, а колісниця з Монтелеоне є найкраще збереженою і найповнішою з усіх відомих екземплярів, що збереглися. Карлос Пікон, куратор греко-римського відділу музею, назвав її «найвеличнішим витвором етруської бронзи VI століття в світі».

## Опис

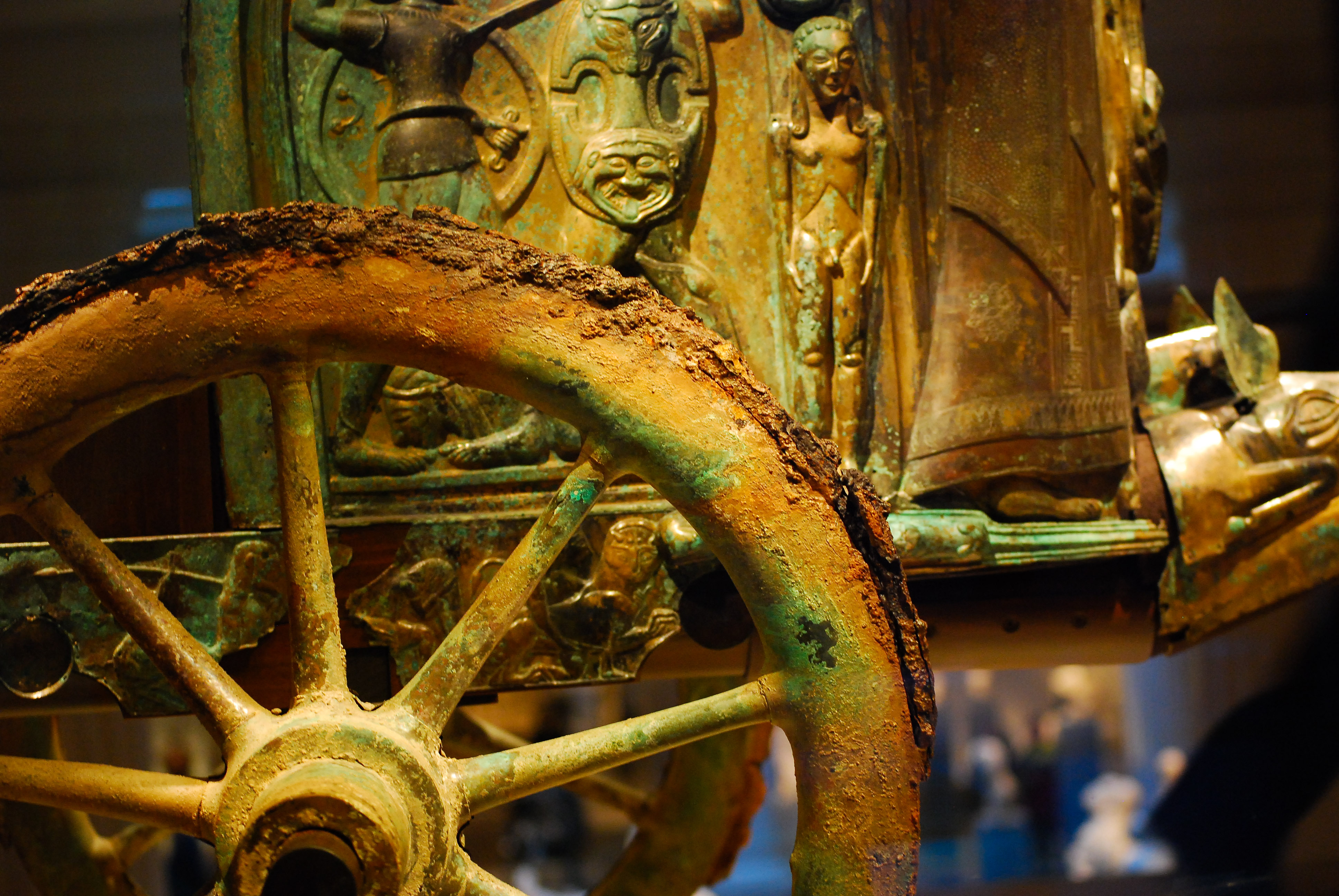
Колесо колісниці.

Колісниця з Монтелеоне була частиною поховальної колісниці, що містила рештки двох людських трупів разом із двома чашами для пиття. Вона сягає заввишки 131 см та призначена для запряження двома кіньми. Колісниця побудована з дерева, покритого кованими бронзовими пластинами та різьбленими прикрасами зі слонової кістки. Бронзові пластини прикрашені гомерівською іконографією; головна панель зображує Ахілла, якому мати, Фетіда, передає свої обладунки. Каркас і обшивка колісниці додатково прикрашені тваринами та міфічними істотами. Прикраси колісниці також, ймовірно, включали інкрустований бурштин та інші дорогоцінні матеріали, але збереглися лише прикраси з бронзи та слонової кістки. Колеса колісниці мають дев'ять спиць (замість класичних грецьких чотирьох, єгипетських шести або ассирійських і перських восьми; розкопані колісниці з кельтських поховань мають до дванадцяти спиць).
Сучасні куратори музею давно підозрювали, що оригінальна реконструкція колісниці 1903 року не є історично точною. У 1989 році під керівництвом італійського археолога Адріани Еміліоцці Метрополітен-музей почав п'ятирічний проєкт реставрації колісниці. Під час реставрації було виявлено, що колісниця насправді була спочатку зібрана неправильно; крім того, було виявлено докази того, що колісниця, яка раніше вважалася маловикористовуваною, насправді свого часу потрапила в серйозну аварію.

## Історія

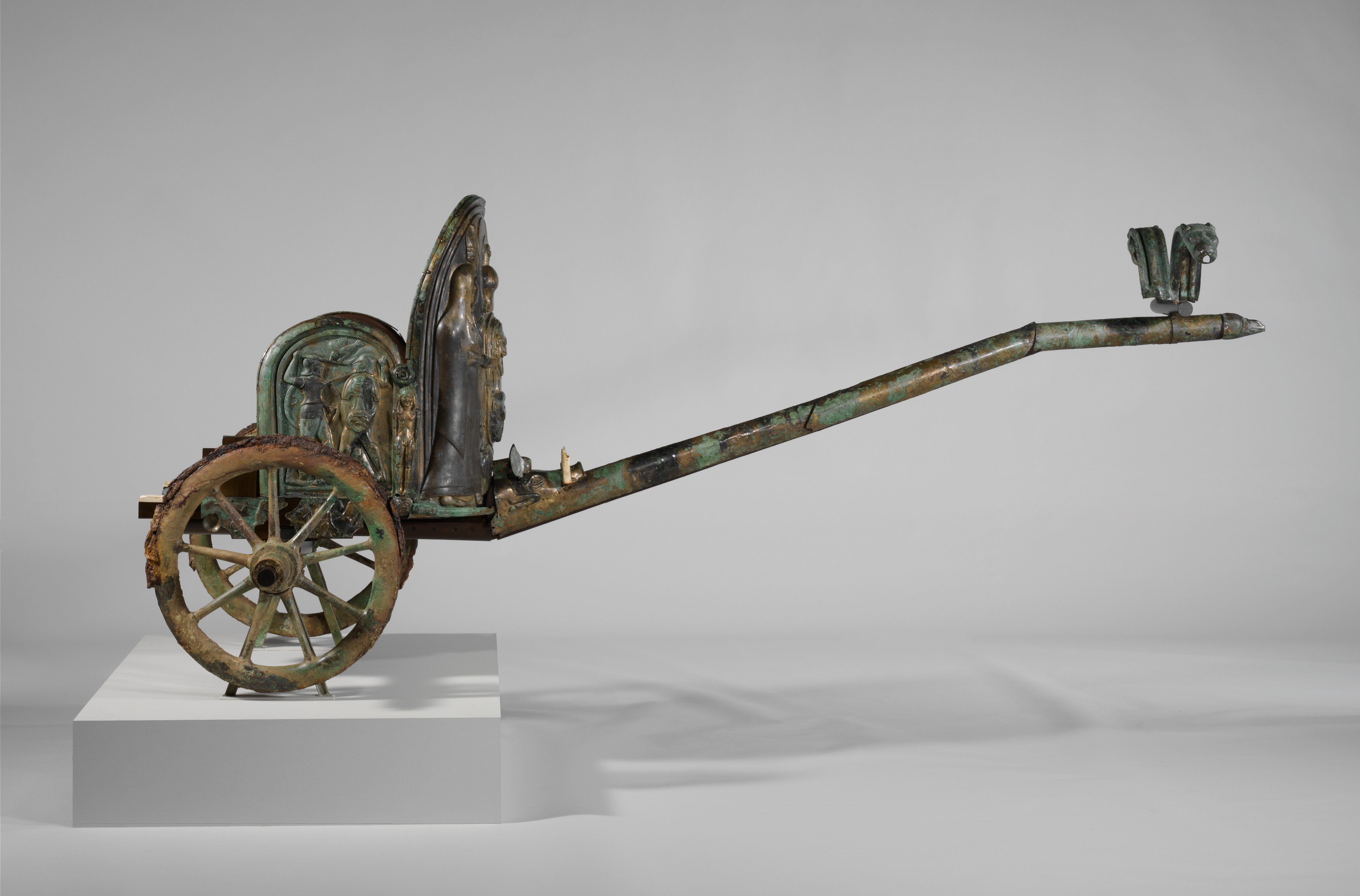

Колесниця знайдена у 1902 році в Монтелеоне-ді-Сполето, поблизу Сполето в провінції Умбрія, фермером на ім'я Ісідоро Ванноцці, який випадково розкопав її під час будівництва винного льоху. Її історія з того часу є предметом суперечок. За деякими даними, Ванноцці сховав колісницю у своєму сараї, побоюючись, що влада може її конфіскувати, а пізніше продав її двом французам в обмін на дві корови. Інша історія, опублікована сином Ванноцці Джузеппе, стверджує, що колісниця була негайно продана як металобрухт, а кошти від продажу використані для купівлі черепиці. Після першого продажу колісниця кілька разів переходила з рук в руки, але зрештою була придбана в Парижі Дж. П. Морганом, який відправив її в Метрополітен-музей у 1903 році, де відбулася її перша реставрація.
Оскільки колісниця була придбана музеєм у 1903 році на шість років раніше, ніж в Італії були прийняті перші закони, що обмежують експорт предметів, які несуть «культурні та мистецькі цінності», продаж колісниці був законним на момент покупки, хоча й обговорювався тогочасною пресою. У січні 2005 року комуна Монтелеоне розпочала кампанію, спрямовану на повернення колісниці; їхні зусилля, однак, не отримали підтримки італійського уряду. Метрополітен-музей відповів, що колісниця була «придбана сумлінно». У середині 20 століття була зроблена повнорозмірна копія, яка виставлена в Монтелеоне.